# پل‌کله (پل)
پل‌کله نام پلی بر روی زاینده‌رود در شهرستان لنجان استان اصفهان است. این پل در مجاورت بزرگراه شهرکرد-اصفهان قرار دارد و ارتباط دو روستای نوگوران و مدیسه را برقرار می‌کند. پل‌کله از آثار تاریخی است و قدمت آن به پیش از دوران صفویه بر می‌گردد. این پل دارای ۹۸ متر طول، ۶ متر عرض و ۱۱ دهانه است که از مصالح آجر، سنگ و ساروج ساخته شده است. پل‌کله به‌علت وجود باغ‌ها و بیشه‌زارهای اطراف آن از تفرجگاه‌های مردم و مسافران عبوری است.

## تاریخچه
گفته می‌شود که در روزگار صفوی که دوران عظمت و شکوه اصفهان بود، شاه عباس یکم اقدام به نوسازی راه ارتباطی کهن بین منطقه بختیاری و خوزستان کرده و در جهت سهولت حمل ونقل و هموار کردن راه قدیمی لنجان پلی جدید در حاشیهٔ شمالی زاینده‌رود ایجاد نمود که به‌سوی غرب اصفهان بود. این پل بر روی زاینده‌رود و در مجاورت روستاهای نوگوران و مدیسه قرار دارد و در ابتدا پل قلعه نام داشت ولی به‌تدریج تحت تأثیر گویش رایج مردم منطقه، پل‌کله خوانده شد.

## تفرجگاه پل‌کله
این پل قدیمی و معروف که چندین بار بازسازی شده است در گذشته راه عبور اصفهان به شهرکرد بوده است و مردم اصفهان و نقاط دیگر برای گردش و تفریح کنار آن می‌روند.
این پل، ارتباط بین لنجان با شهرکرد و استان چهارمحال و بختیاری را برقرار می‌کند و در گذشته اتراق‌گاه اشتران در مسیر استان اصفهان به چهارمحال بوده است.

## خطر تخریب
به‌دلیل اهمیت ندادن به این اثر تاریخی با قدمت بالا در حال تخریب است. این پل در سال ۱۳۰۰ در اثر سیل آسیب دید و توسط اهالی به‌صورت غیراصولی مرمت شد. همچنین در سال ۱۳۵۳ مرمت‌هایی بر روی این پل انجام گرفت. تا سال ۱۳۶۳ تمامی ترافیک استان‌های اصفهان و چهارمحال و بختیاری از روی این پل عبور می‌کرد. با احداث پل جدید، بخش اعظم بار از روی این پل برداشته شد ولی در حال حاضر نیز به‌دلیل عدم وجود پل جایگزین، تنها راه دسترسی محلی روستاهای اطراف بوده و عبور خودروهای سنگین و سبک، پل را تهدید می‌کند.

## ثبت در آثار ملی
پل‌کله در ۲۳ شهریور ۱۳۸۲ به شمارهٔ ۱۰۲۳۸ در فهرست آثار ملی ایران ثبت شده است.